# Terius Nash: 1977
Terius Nash: 1977 è il quarto album discografico in studio del cantautore e produttore statunitense The-Dream, pubblicato nel dicembre 2012.
L'album è stato pubblicato nell'agosto 2011 in formato digitale e nel dicembre 2012 in formato fisico commerciale.

## Tracce
1. Wake Me When It's Over – 5:36 (Terius Nash)
2. Used To Be (feat. Casha) – 4:55 (Nash)
3. Long Gone – 4:16 (Nash)
4. Ghetto (feat. Big Sean) – 5:27 (David Borrego, Sean Anderson, Terius Nash)
5. Wedding Crasher – 5:04 (Nash)
6. Rolex (feat. Casha) – 3:41 (Nash)
7. 1977 – 5:07 (Ralph Johnson,  Douglas Gibbs, Shawn Carter, Nash)
8. Wish You Were Mine – 3:54 (Nash)
9. Real (feat. Pharrell) – 5:18 (Pharrell Williams, Nash)
10. Form of Flattery – 4:15 (Nash)
11. AK47 – 4:57 (Nash)
12. Tender Tendencies – 5:13 (Nash)

## Classifiche
| Classifica (2012)          | Posizione raggiunta |
| -------------------------- | ------------------- |
| USA Top R&B/Hip-Hop Albums | 29                  |